# Odostomia hypatia
Odostomia hypatia är en snäckart som beskrevs av Dall och Bartsch 1912. Odostomia hypatia ingår i släktet Odostomia och familjen Pyramidellidae. Inga underarter finns listade i Catalogue of Life.